# إدغار مون
إدغار مون (بالإنجليزية: Edgar Moon) مواليد 3 ديسمبر 1904 في نيوساوث ويلز - الوفاة 26 مايو 1976 في بريزبان، أستراليا، كان لاعب كرة مضرب أسترالي بدأ مسيرته كمحترف سنة 1925 وكان يلعب باليد اليمنى، اعتزل اللعب في 1940. كما أنه أحد أبطال الجراند سلام.

## النهائيات

### الفردي
الفوز (1)
| السنة | البطولة                       | المنافس في النهائي | النتيجة في النهائي |
| 1930  | بطولة أستراليا المفتوحة للتنس | هاري هوبمان        | 6–3, 6–1, 6–3      |

### الزوجي
الفوز (1)
| السنة | البطولة                       | الشريك             | المنافس في النهائي         | النتيجة في النهائي   |
| 1932  | بطولة أستراليا المفتوحة للتنس | جاك كراوفورد (تنس) | هاري هوبمان جيرالد باترسون | 12–10, 6–3, 4–6, 6–4 |

## روابط خارجية
- إدغار مون على موقع رابطة محترفي التنس (الإنجليزية)
- إدغار مون على موقع الاتحاد الدولي لكرة المضرب (الإنجليزية)
- إدغار مون على موقع كأس ديفيز (الإنجليزية)
- إدغار مون على موقع بطولة ويمبلدون (الإنجليزية)
- إدغار مون على موقع خلاصة التنس.كوم (الإنجليزية)